# Marma femella
Marma femella är en spindelart som först beskrevs av Lodovico di Caporiacco 1955.  Marma femella ingår i släktet Marma och familjen hoppspindlar. Inga underarter finns listade i Catalogue of Life.